# 666 Satan
A 666 Satan (666 ～サタン～; Hepburn: Roku-Roku-Roku Satan) japán mangasorozat, amelynek alkotója Kisimoto Szeisi. A mangasorozatból még nem készült animesorozat. A manga 76 fejezetből áll, melyet 19 kötetbe gyűjtöttek össze. Az első fejezet 2001-ben jelent meg. A mangát a Viz Media forgalmazta az Egyesült Államokban, Japánban pedig a Monthly Sónen Gangan adta ki. A 666 Sátánt Amerikában O-Parts Hunter címen jelentette meg a Viz.

## Történet
A történet egy Jio nevű fiúról szól aki egyezséget kötött a sátánnal. Az első fejezetben egy Ruby nevű kincsvadász lány járja az országot. Kalandjai során sok bajba kerül és Jio menti meg. Egy veszélyes o.p.t. megtámadja a lányt, Jio a segítségére siet, hogy megmentse. Először sikertelenül próbálkozik, de legyőzik, és elveszti az eszméletét. A sátán átveszi a teste felett az irányítást és sikerül kiszabadítani Rubyt. A lány ezután felfogadja testőrének és együtt folytatják az útjukat.

## Szereplők

### Orphan legénysége
Jio Freed
- Kor: 13 (17 a manga második felében)
- O-Part: Zero [C rang][1] → Shin Zero [B rang][2] → Zero R [B rang];[3] Satan (a bal tenyerében levő O-part)

Ruby Crescent
- Kor: 15 (19 a manga második felében)
- O-Part: Jade Pendant

Ball
- Kor: 13 (17 a manga második felében)
- O-Part: Cool Ball (pácoló kő) [C rang];[4] Tricky [B rang][5]

Cross Biancina
- Kor: 15 (19 a manga második felében)
- O-Part: Justice (5 gyűrű: hüvelykujj – föld, mutatóujj – elektromos víz, középső ujj – szél, gyűrűs ujj – erőtér, kisujj – bomba)[6] [C rang][7]

Kirin
Amidaba
Jin
- O-Part: Ashura [B rang][1]

Zero
- O-Part: Zero [C rang][7]

Mei
Futomomotarou
- O-Part: Mackerel Sword

Jajamaru
Jojomaru

### Stea köztársaság
Amaterasu Miko
Dofuwa Longinus
Mishima Kagesuge
Ponzu
Tsubame
Barisu

### Zenom szervezet
Jack Crescent
The Four Guardians
Kujaku
Rock
Spika
Franken Schultz
Baku
Wise Yuri
Museshi

### További szereplők
Shuri
- O-Part: Race [B rang][8]

Yuria
Kaito
- O-Part: Giant Knife [C rang][9]

Anna
- O-Part: Tennyo [C rang][2]